# Blaž Zmazek
Blaž Zmazek, slovenski matematik, * 29. december 1968, Slovenj Gradec.
Maturiral je na Gimnaziji Lava. Deluje kot redni profesor na Fakulteti za naravoslovje in matematiko Univerze v Mariboru, kjer je doktoriral. Je član Državne komisija za splošno maturo. Od 12. novembra 2022 je dekan Fakultete za naravoslovje in matemtiko.

## Nagrade in priznanja
- Jabolko navdiha za idejo o vzpostavitvi platforme razlagamo.si, ki pomaga učencem in dijakom pri učenju na daljavo.